# Neopimpla dentifrons
Neopimpla dentifrons är en stekelart som först beskrevs av André Seyrig 1952.  Neopimpla dentifrons ingår i släktet Neopimpla och familjen brokparasitsteklar. Inga underarter finns listade i Catalogue of Life.